# Contea di Xinjin
La contea di Xinjin (新津县S, Xīnjīn XiànP) è una contea della Cina, situata nella provincia di Sichuan e amministrata dalla città sub-provinciale di Chengdu.